# Franchesse
Franchesse is een gemeente in het Franse departement Allier (regio Auvergne-Rhône-Alpes) en telt 451 inwoners (1999). De plaats maakt deel uit van het arrondissement Moulins.

## Geografie
De oppervlakte van Franchesse bedraagt 40,9 km², de bevolkingsdichtheid is 11,0 inwoners per km².
Het is een vriendelijk oud dorp met vele eeuwenoude boerderijen. In het dorp zelf vindt u nog een bakker, kruidenier en een postkantoor. In augustus is er een groots meerdaags dorpsfeest met ter afsluiting een vuurwerk. De hele zomer is er een expositie van lokale kunstenaars. In het voorjaar is er een gezellige biologische streekmarkt.
Nabijgelegen is het historische kuurstadje Bourbon-l'Archambault.
De onderstaande kaart toont de ligging van Franchesse met de belangrijkste infrastructuur en aangrenzende gemeenten.

## Demografie
Onderstaande figuur toont het verloop van het inwonertal (bron: INSEE-tellingen).
Vanwege een beveiligingsprobleem met de MediaWiki Graph-software is het momenteel niet mogelijk deze grafiek weer te geven. Zodra de software is bijgewerkt zal de grafiek vanzelf weer zichtbaar worden.